# Бердников, Лев Иосифович
Лев Иосифович Бердников (род. 23 ноября 1956, Москва) — русско-американский писатель, филолог, культуролог.

## Биография
Лев Иосифович Бердников родился 23 ноября 1956 года в Москве, москвич в третьем поколении. Воспитывался в семье деда, литературоведа Григория Львовича Абрамовича (1903—1979). В 1978 г. окончил факультет русского языка и литературы МОПИ им. Н. К. Крупской /теперь МГОУ/. Во время учебы печатался в многотиражной газете «Народный учитель», сначала как корреспондент, а затем как зам. главного редактора, а также сотрудничал с «Учительской газетой». В 1977 г. окончил двухгодичные курсы при Московской организации Союза журналистов СССР, а в 1983 г. — Высшие библиотечные курсы при РГБ.

## Трудовая деятельность
После окончания института работал в Музее книги Российской Государственной Библиотеки, где с 1987—1990 гг. возглавлял научно-исследовательскую группу русских старопечатных изданий. В 1985 г. защитил кандидатскую диссертацию «Становление сонета в русской поэзии XVIII века (1715—1770)». С 1990 г. живёт в Лос-Анджелесе.
Зам. главного редактора журнала «Слово/Word» (США), член редколлегии журналов «Новый берег» (Дания), «Семь искусств» (Германия).
Член Русского ПЕН-Центра, Союза писателей Москвы, Союза писателей XXI века и Союза русскоязычных писателей Израиля.
Печатался в России («Библиополе», «Альманах библиофила», «Книга. Исследования и материалы», «Обсерватория культуры», «Федоровские чтения», «Культурология», «Нева», «Новая юность», «Юность», «День и ночь», «Меценат и Мир», «Кольцо А», «Алеф», «Лехаим», «Диалог», «Информпространство»), «Национальный театр в контексте многонациональной культуры; в США („Новый журнал“, „Время и место“, „Слово/Word“, „Побережье“, „Альманах Панорама“, „Форум“, „Чайка“, „Курьер“, „Вестник“, „Гостиная“, „Литературная Америка“, „Зеркало“, „Terra Nova“, „Russian life magazine“, „Стороны света“, „Кругозор“, „Новое русское слово“, „Форум“, „Фабрика литературы“), в Германии („Мосты“, „Литературный европеец“, „Крещатик“, „Студия“, „Семь искусств“, „Заметки по еврейской истории“, „Зарубежные задворки“, „Еврейская газета“, „Еврейская панорама“),), а также в Англии, Дании, Израиле, Белоруссии, Молдавии, Латвии, Канаде, Украине.
Лауреат Горьковской литературной премии 2009 года в номинации „ По Руси. Историческая публицистика“. Почетный дипломант Всеамериканского культурного фонда
имени Булата Окуджавы.
Тексты Л. Бердникова переведены на английский, датский и украинский языки.
По словам известного критика Льва Аннинского, тексты Л. Бердникова «убедительны не только благодаря выверенной фактуре, но и благодаря неподдельно личной интонации автора». Литератор Максим Лаврентьев отмечает: «В том-то и заключается „конёк“ Бердникова, что этот писатель, обращаясь за помощью к фундаментальным трудам по интересующей его теме и опираясь, прежде всего, на многочисленные первоисточники, решил придать своему глубокому исследованию наиболее увлекательную форму».

## Книги
- Счастливый Феникс. Очерки о русском сонете и книжной культуре XVIII — начала XIX века» — СПб., «Академический проект», 1997; (2-е изд −2013). ISBN 9785733101057
- Щеголи и вертопрахи. Герои русского галантного века — М., «Литературная учёба», 2008. ISBN 9785889150312
- Евреи в ливреях. Литературные портреты — М., «Человек» , 2009. ISBN 9785903508693
- Шуты и острословы. Герои былых времен — М., «Литературная учёба», 2009. ISBN 9785889150374
- Евреи государства Российского. XV — начало XX вв. М., «Человек», 2011. ISBN 9785904885427
- Jews in Service to the Tsar. Montpelier: Russian life magazine, 2011. ISBN 9781880100653
- Русский Галантный век в лицах и сюжетах. Т.1-2. Монреаль: Accent Graphics Communications, 2013. ISBN 9785457537897
- Евреи в царской России: сыны или пасынки? Спб.: Алетейя, 2016; ISBN 9785990693647
- Силуэты. Еврейские писатели в России XIX-начала XX в. Оттава: Accent Graphic Communications, 2017. ISBN 9781546986362
- Дерзкая империя. (Нравы, одежда и быт Петровской эпохи). М.: АСТ, 2018. ISBN 9785041363086
- Всешутейший собор. Смеховая культура царской России. М.: АСТ, 2019. ISBN 9785041813369
- Евреи России в ливреях и без них. Литературные портреты. М.: Вест-Консалтинг, 2022, Т.1. — 398с.; ил. ISBN 9785918656747
- Евреи России в ливреях и без них. Литературные портреты. М.: Вест-Консалтинг, 2022, Т.2. — 648с.; ил. ISBN 9785918656754
- По долгу совести. Из евреев — в генералы царской России. Оттава: Accent Graphic Communication,2022. — 60 с.; ил. ISBN 9781387838226
- Цари и евреи. От Ивана III до Николая II. Очерки. М.: Вест-консалтинг, 2022. — 372 с.; ил. ISBN 9785918656976

## Публикации
- Журнальный зал Русского журнала
- Иудео-христианские отношения
- Заметки по еврейской истории

## Составление сборников, комментарии, вступительные статьи
- Друг честных людей: Сборник. [ журналы «Адская почта» и «Сатирический вестник»] / Сост. и комментарии. М.: Советская Россия., 1989.
- Книговедческое аннотирование и систематизация книжных памятников. Методические рекомендации / Сост. М.: РГБ, 1997.
- Сводный каталог русской книги. 1801—1825 / Сост. и комментарии. Т.1. М.: РГБ, 2001.
- Сост., комментарии, вступ. статья // Рашель Хин. Не ко двору. Избранные произведения. Спб.: Алетейя, 2017.

## Рецензии
- Manfred Schruba. Л. И. Бердников. Счастливый Феникс // Slavic and East European Journal, 1998, Vol. 42, № 4.
- Manfred Schruba. Response // East European Review, Vol. 43, № 3, Autumn, 1999.
- Татьяна Екимова. Книжная культура XVIII века // Вестник Челябинского государственного университета, 2002, Т.2, Вып. 1, С.140-143.
- Anna Lisa Grone. Schastlivyi feniks: o russkom sonete i knizhnoi culture XVIII—XIX vekov // Slavic Review, Vol. 59, № 3, Fall, 2000.
- Максим Лаврентьев. Увлекательная история // Литературная Россия. № 44-45, 31.10.2008
- Алиса Ганиева. Кровавые бриллианты. В галантном веке обожали интриговать и наряжаться НГ-Ex libris, 2008-09-11
- Виктор Каган. Еврейские сыны России //. Заметки по еврейской истории. № 19 (22), ноябрь, 2009.
- Ирина Чайковская Щеголи и вертопрахи в соседстве топора и плахи. // Нева, № 3, 2009
- Виктория Ивлева. Shchegoli I vertoprakhi: Geroi Russkogo Galantnogo veka // The Slavic and East European Journal, Vol. 54, № 1.
- Лев Аннинский. Ливрей не соберешь // Родина. № 4, 2010
- Эдварда Кузьмина. Кто вы, пасынки России? // Стороны света. № 13, 2010
- Жанна Долгополова. Рецензия на книгу «Шуты и острословы» // Новый журнал. № 261, 2010.
- Мария Мокеева. Грозные скоморохи. Об инквизиторском шутовстве и приятном острословии — НГ-Ex libris 2010-04-01
- Шут Балакирев и другие // Литературная газета, 2010, № 9 (6264).
- Виктория Хитерер. Придворные евреи в России // Achievements/ Достижения, 2010, Декабрь.
- Семен Резник. Потерянная Россия. О книгах Льва Бердникова // Слово/Word, 2010, № 67.
- Роман Сенчин. Галерея русских евреев // Литературная Россия, 2011, № 42.
- Юрий Табак. «Другая» сторона выкрестов // Booknik, 2011, Вып. 14.
- Olshin B. Lev Berdnikov, Jews in Service to the Tsar // Symposion: A Journal of Russian Thought. Vol. 16-17, 2011—2012, P.69-71.
- Виктор Каган. «Друг в друге отражены» // Слово/Word, 2012, № 73.
- Людмила Луцевич. Русский галантный век в лицах и сюжетах // Новый журнал, 2015, № 278.
- Анатолий Либерман. Русский галантный век в лицах и сюжетах // Слово/Word, 2014, № 84.
- Ирина Чайковская. Галантный век под лупой исследователя // Новый берег, 2014, № 44.
- Виктор Фет. О, теснота истории // Семь искусств, № 2.
- Игорь Михалевич-Каплан. Иудейская мечта светлейшего князя // Кругозор, 2016, апрель.
- Виктор Каган. Времена не выбирают // Семь искусств, 2016, Янв.
- Анатолий Либерман. Евреи в царской России: сыны или пасынки? // Слово/Word, 2016, № 90.
- Ирина Чайковская. Однозначный ответ // Новый берег, 2016, № 51.
- Юрий Табак. Евреи в России: чужая родня // Лехаим, 2016, апрель.
- Генрих Иоффе. Невыдуманные истории // Новый журнал, 2016, № 282.
- Книжная полка. Силуэты // Еврейская панорама, 2017, Сентябрь 1.
- Виктор Каган. Первые еврейские ласточки русской литературы // Заметки по еврейской истории, 2018, № 2-3 (206).
- Анатолий Либерман. Силуэты // Слово/Word, 2018, № 98.
- Виктория Хитерер. О новой книге Льва Бердникова, посвященной еврейским писателям // Канада, 2018.
- Игорь Михалевич-Каплан. Лев Бердников. Дерзкая империя (Нравы, одежда и быт Петровской эпохи), 2018 // Новый журнал, 2019, № 294.
- Ольга Ефимова. Лев Бердников. Евреи в России в ливреях и без них // Литературные известия, № 5 (203), 2022; Дети Ра, № 6, 2022.